# 朝阳禅寺 (北京)
朝阳禅寺，位于北京市怀柔区甘涧峪村红螺慧缘景区，是一座汉传佛教寺院。现为北京市怀柔区佛教协会驻地。

## 历史
朝阳禅寺是2010年开始新建的一座佛教寺院，和同在红螺慧缘景区内的朝阳寺不是一座寺院，相互无联系。2009年底，经组织选拔，释道然（俗名黄巍）负责承担投资兴建怀柔区怀柔镇甘涧峪村“朝阳禅寺”项目。2010年3月10日，北京朝阳禅寺奠基仪式举行，中共北京市委统战部、北京市政协、北京市工商联、北京市宗教局等有关单位及领导200余人参加仪式。2010年4月26日，经北京市民政局批准，成立北京市怀柔区佛教协会，释道然任首届会长。此后，该寺陆续新建了山门、大雄宝殿、东西配殿等建筑。该寺附近有德胜庵，原来是朝阳寺的下院，后来变成朝阳禅寺的下院。朝阳禅寺建设过程中，释道然领导僧团居住在德胜庵。

## 建筑
朝阳禅寺位于怀柔区甘涧峪村红螺慧缘景区内，占地面积大约50亩，坐北朝南。
- 山门：山门内有哼哈二将。
- 天王殿：正中供奉大肚弥勒佛。背面是韦驮天像，为童子状，全身甲胄，手执金刚杵。东西两侧供奉四大金刚。
  - 观音殿：位于天王殿外东侧，供奉观音菩萨、文殊菩萨、普贤菩萨。
  - 地藏殿：位于天王殿外西侧，供奉地藏菩萨、虚空藏菩萨、大势至菩萨。
- 大雄宝殿：位于台基上，殿堂长40米，宽40米，高27米。大雄宝殿正面供奉释迦牟尼、药师佛、阿弥陀佛，东西两侧供奉十八罗汉。[1]

朝阳禅寺还设有斋堂、禅学院、书画院、敬老安养院、医院、宾馆等等。